# Dret romà
El dret romà és el conjunt de normes jurídiques per les quals es va regir el poble de Roma al llarg de la seva història. El seu estudi comprèn, d'una banda, la història de Roma principalment les diferents fases i medis que faran aquestes normes s'exterioritzin, és a dir, les fonts de producció d'aquest Dret, i d'altra, les principals Institucions jurìdiques que Roma va crear i ens va transmetre.
La jurisdicció a Roma es concentra a la ciutat i en la fase monàrquica en el rei de Roma, que té el seu "Tribunal" i ordena (ius) en els dies establerts (dies fasti) assegut en l'anomenada Cadira Curul (Sella Curulis) auxiliat pels agutzils (lictores) i enfront de les parts litigants (reī).

## Subdivisió
El dret romà se subdivideix en:
- Ius Quiritium; el mom deriva de "Quirites", sinònim de "Romans". estava constituït d'un conjunt de costums ancestrals no escrits. S'aplicava en l'àmbit del dret de família, matrimoni, pàtria potestat i propietat privada. És el nucli del ius civile.
- Ius civile, el conjunt de les normes que regulaven els ciutadans romans (cives romani)
- Ius honorarium o ius praetorium, sobre les situacions de dret no recollides al ius civile, però reglamentades en els Magistrats dotada de iurisdictio.
- Ius legitimum, el seu nom deriva de lex (llei) acabà extingint-se confonent-se amb el ius civile.
- Ius gentium, tot el que trobava tutela més enllà de l'ordenament romà.

## Delictes amb jurisdiccions especials
Alguns delictes tenen jutges especials:
- Els Duoviri Perduellionis per a la insurrecció.
- Els Quaestores paricidii per a l'assassinat.

Uns funcionaris especials, anomenats els tres Viri Nocturni s'ocupen de les qüestions relacionades amb incendis nocturns, policia de seguretat i vigilància d'execucions.
La tortura només podia aplicar-se als esclaus.
La detenció preventiva era la norma general.
La pena capital era aplicable a qui alterés la pau pública i per altres delictes. Tenia diverses formes:
- Als testimonis falsos se'ls llançava des d'una altura.
- Als lladres de collites se'ls penjava.
- Als incendiaris se'ls cremava vius.

Existia el dret de recurs (provocatio). L'indult corresponia al poble.
Es donaven a més alguns tipus especials d'indults:
- El que s'agenollava davant un sacerdot de Júpiter no podia ser apallissat en vint-i-quatre hores.
- El que entrava encadenat a la seva pròpia casa havia de ser deslligat.
- El criminal que al dirigir-se a una execució s'ensopegava amb una vestal (verge espècie de sacerdotessa), era perdonat.

Les penes aplicades més freqüentment eren les multes (pagades amb el lliurament de bous o ovelles) i l'apallissament.
Els judicis civils eren jutjats pel rei o per un comissari designat per aquest. La reparació es verificava sovint per via de transacció i si no hi havia acord la pena (poena) era fixada pel jutge.
En cas de robatori el lladre podia pagar una reparació satisfactòria. Si no podia o era irreparable el lladre es convertia en esclau del robat. En els casos d'injúries es concertava una indemnització. En els casos de lesions podia reclamar-se el Talió (és a dir provocar el mateix dany).
Les lleis van anar evolucionant i així veiem que el lladre sorprès in fragranti podia deslliurar-se d'una condemna pagant el doble d'allò robat.
La Llei Petalia va modificar també el procediment executiu contra els deutors.
La disposició entre vius va seguir il·limitada, i el consentiment popular per als actes mortis causa (testament) va ser suprimit.
Si el pare de família efectuava tres vendes successives, sense efectuar cap compra, el fill podia emancipar-se si tal era el seu desig. D'això va derivar l'emancipació legal concedida pel pare a un fill, sense que calgui la causa que inicialment devia motivar-la.
El matrimoni civil va ser consagrat i es va establir un impost per als solters.
L'establiment d'un magistrat especial de Policia (el seu àmbit d'actuació es va estendre aviat a tot Itàlia) anomenat Edil, va traspassar a aquest la potestat sobre litigis relatius a compres i vendes en mercats públics (de productes, bestiar, esclaus...). La seva jurisdicció s'estenia també a altres qüestions d'ordre que podien ser sancionades amb multes.
Per a les classes més baixes, i per a certs delictes menors, existien els Triunviri o Jutges Nocturns (Tres viri nocturni) dels quals les competències van anar augmentant, i van passar a ser elegits en el Comicis tribunats des del 289 aC.
Per a les causes civils menors en les ciutats subjectes (civites sine suffragio) es van establir uns magistrats anomenats Jutges Menors, dels quals la competència es va estendre també després a tot Itàlia.
Els magistrats definien el punt del dret (ius) però la seva aplicació (judicium) corresponia a un altre ciutadà. Però els judicis lents i complicats es limitaven als casos destacats, i per a esclaus i gent de classe social baixa s'aplicava un procediment més curt.
Segons el dret romà la propietat, moble o immoble, era essencialment transmissible entre vius (inter vivos) o a causa de mort (mortis causa). La dona tenia la plena disposició dels seus béns i amb Claudi es va deslliurar de la tutela dels homes de la família. En les transmissions per causa de mort l'herència requeia per parts iguals sobre tots els fills i una part igual a la de cada fill per a la vídua. El consentiment popular per als testaments havia desaparegut i s'havia establert una legitima fixa consistent en una quarta part dels béns. Quan moria una dona també heretaven els seus fills i no els seus germans homes o parents cercles pròxims del sexe masculí. Amb Tit Flavi es va establir que l'herència de qualsevol persona no podia ser impugnada després de passats cinc anys. La propietat no estava subjecta com més limitacions que les servituds imposades (drets de passada, de pastura, etc.). En cas de deute la propietat era lliurada en penyora al creditor que devia administrar-la com a pròpia però sota paraula de no poder alienar (fidúcia) fins a complert el termini fixat per a la devolució de l'import del deute; si l'import era retornat, el creditor havia de retornar la propietat, però en cas contrari l'adquiria en plenitud.
Els contractes amb l'Estat es concertaven per obligacions dels ciutadans i podien tenir fiadors (praevides). El contracte d'esposalles (un pare promet a la seva filla en matrimoni) en cas de ser incomplet, suposava una indemnització a pagar pel pare. La venda (mancipatio) es realitzava amb lliurament del bé i el preu simultàniament i davant testimonis, i llavors era perfecta. Si no es complien els termes acordats l'infractor havia de satisfer l'altra part el mateix que si hagués furtat la cosa. El préstec era també el lliurament d'una suma davant testimonis i l'obligació (nexum) de qui ho rebia de tornar el capital més els interessos. Si el deute era amb l'Estat i el deutor incomplia, els seus béns eren venuts. Si el deute era a un particular, la reclamació d'aquest (vindiciae) havia de ser examinada prèviament. Cada litigi examinat exigia un dipòsit previ (sacramentum) que perdia la part condemnada i era equivalent al 20% del valor del litigi, que passava a l'Erari Públic. La part perdedora tenia trenta dies per al pagament de la prestació o del deute reclamada; si no ho feia, es passava a la via d'execució i se li obligava a pagar llevat que aportés nous testimonis que justifiquessin el seu dret (vindex). Si s'obstinava en no pagar o no podia fer-ho, ja no perdia la llibertat, sinó els béns que posseís (Cèsar va establir el principi de la llibertat personal; l'execució havia de dirigir-se contra els béns, fossin aquests suficients o no, i la llibertat del deutor quedava salvaguardada, encara que de les seus futurs guanys havia de lliurar una part que li permetés cobrir el seu deute però que li permetés viure, amb un màxim probablement de dos terços dels seus ingressos; més tard Claudi fins i tot va anar més lluny i va excloure de les execucions per deute la de la legitima - una quarta part- corresponent als fills, que també va quedar exclosa en les confiscacions).
Els préstecs amb interès estaven limitats a una quantitat màxima calculada sobre els béns del deutor (pel que sembla el màxim era el 50% del valor dels béns). La seva infracció era un delicte d'usura perseguit per les lleis. El tipus d'interès estava limitat i l'interès total no podia excedir del capital primitiu. Una llei regulava la tutela. Els esclaus podien ser manumesos, això és alliberats. L'alliberament podia ser privat (en aquest cas l'amo tenia dret a retractar-se i recobrar a l'esclau), o públic (en aquest cas era perpètua i irrevocable). Així un dodrantari era cadascun dels registres formats per a aplicar la llei Valèria Feneratòria, que permetia de reduir els deutes en tres quartes parts quan havien crescut per efecte de la usura.
Per a manumetre a un esclau s'havia de pagar un impost equivalent al 5% del seu valor. Els fills podien ser emancipats pel pare. El matrimoni civil era consagrat. En diversos moments va existir un impost per als solters. Les donacions i llegats tenien certes restriccions. Subsistien les figures del depositum (el que confiava un dipòsit a un altre), el comodat o préstec d'alguna cosa per al seu ús i posterior devolució (comodatum) i l'apoderament (procuratio). També subsistia l'arranjament de les qüestions d'honor per un pari (un duel, però amb decisió judicial).
El jurament litigi-decisori podia decidir el litigi si el que feia el jurament era considerat un home honrat. En cas de falta de prova en un judici, guanyava el que era considerat més honrat, i si ambdós tenien una consideració semblant, guanyava el plet l'acusat. No es permetia no obstant això l'actuació de Laudatores (gent de bon nom que declarava a favor de l'acusat). El nombre d'advocats per causa estava limitat així com el temps dels discursos en els judicis. Els honoraris dels advocats, limitats per Claudi a cent peces d'or, van ser novament lliures a partir del Neró (lliures però raonables) qui d'altra banda va declarar la justícia gratuïta.
Els judicis lents i complicats es limitaven a alguns casos destacats i per a esclaus i gent de classe social baixa s'aplicava un procediment més curt.
La tortura només podia aplicar-se als esclaus. La detenció preventiva era la norma general. Les penes aplicades més freqüentment eren les multes i apallissaments.
El dret de recurs al poble (ius provocatio) i d'indult, es va traslladar a l'emperador, però va ser eliminat per Cal·lígula. Durant el govern d'alguns emperadors (des de Tiberi) es va recórrer a la Lex Majestatis (que prohibia les ofenses a l'emperador) per als judicis polítics.
En els casos de lesions i alguns altres podia reclamar-se el talió (és a dir provocar el mateix dany), però l'acusat podia rescatar la pena per una compensació econòmica. El talió va subsistir nominalment durant l'Imperi (fins i tot se cita en el Codi Teodosià) però la falta de referències al mateix fa pensar que pràcticament no s'usava.
El lladre sorprès podia deslliurar-se de la presó pagant el doble d'allò robat. En canvi un criminal no podia quedar lliure a canvi de diners (o com antigament d'acceptar el desterrament). L'adulteri i el divorci van ser tractats en alguns casos amb rigor i en un altres de manera tolerant.

## Propietat i contractes a Roma
A Roma, segons el dret romà, la propietat, fos moble o immoble, era essencialment transmissible entre vius (ínter vivos) o a causa de mort (mortis causa).
En les transmissions per causa de mort l'herència requeia per parts iguals sobre tots els fills, i una part igual a la de cada fill per a la vídua o vídu. Un fill no podia ser desheretat arbitràriament. Per això els testaments es feien amb consentiment del poble. Sol el vot popular podia autoritzar al testador que no deixés l'herència en parts iguals per als seus fills i cònjuge. Però més endavant es va establir la possibilitat del fideïcomís consistent en la transferència de les propietats a un tercer perquè aquest les distribuís, a la mort del testador, d'acord amb la voluntat que aquest le hagués expressat.
La propietat no estava subjecta a més limitacions que les servituds imposades (drets de passada, de pastura, etc.). En cas de deute la propietat era entregada en penyora al creditor que devia administrar-la com a pròpia però sota paraula de no poder alienar (fidúcia) fins a complert el termini fixat per a la devolució de l'import del deute; si l'import era tornat, el creditor havia de retornar la propietat, però si no, l'adquiria en plenitud.
La petita propietat va ser progressivament absorbida. A províncies, els propietaris locals rics creixien a costa dels petits pagesos; els Publicani i altres (mercaders, negociants...) que invertien en terres, es convertien en grans propietaris. Però la gran propietat fora d'Itàlia quasi no podia prosperar, car Roma havia prohibit el cultiu de la vinya i l'olivera més enllà dels Alps, obligant que les grans propietats fora d'Itàlia es dediquessin a la ramaderia, menys rendible. Les explotacions ramaderes eren les úniques rendibles i les petites propietats que no es dedicaven a la ramaderia, en no poder cultivar la vinya i l'olivera, sol servien per a una economia domèstica de subsistència.
Els Proletarii (els que crien fills, aplicat als pobres sense terra) s'havien multiplicat a Itàlia. Dins el termini dels Gracos s'havien repartit vuitanta mil petites parcel·les, i Lluci Corneli Sila en va repartir fins i tot però, unes cent vint mil, moltes d'elles per substituir als morts en les guerres. Però els repartiments quasi no es van estendre més enllà d'Itàlia.
Els petits pagesos de la província d'Hispània Citerior, aclaparats per les càrregues, havien d'abandonar les seves terres o vendre-les a baix preu. Els vins d'Itàlia van obtenir el monopoli a la província, i a més es va prohibir l'arribada de vins estrangers a Itàlia, el que va perjudicar a Grècia.
Els contractes amb l'Estat es concertaven per obligacions dels ciutadans i podien tenir fiadors (praevides). El contracte d'esposalles (un pare promet a la seva filla en matrimoni) en cas de ser incomplert, suposa una indemnització a pagar pel pare.
La venda (mancipatio) es realitza amb lliurament del bé i el preu simultàniament i davant testimonis, i llavors és perfecta. Si no es complien els termes acordats l'infractor havia de satisfer l'altra part el mateix que si hagués furtat la cosa.
El préstec és també el lliurament d'una suma davant testimonis i l'obligació (nexum) de qui ho rep, de tornar el capital més els interessos (que en general eren un 10% anual). Si el deute era amb l'Estat i el deutor incomplia, els seus béns eren venuts. Si el deute era a un particular, la reclamació d'aquest (vindiciae) havia de ser examinada prèviament.
Cada litigi examinat exigia un dipòsit previ (Sacramentum) que perdia la part condemnada i era equivalent al 20% del valor del litigi. El dipòsit era adjudicat als capellans per a sacrificis públics. La part perdedora tenia trenta dies per al pagament de la prestació o del deute reclamat; si no ho feia, es passava a la via d'execució i se li obligava a pagar llevat que aportés nous testimonis que justifiquessin el seu dret (vindex). Si s'obstinava en no pagar o no podia fer-ho, es convertia en esclau, però durant un període de seixanta dies la sentència quedava en suspens per si de cas algú es compadia del i pagava el deute, i en aquest cas quedava lliure. Si ningú es compadia i pagava, el guanyador del judici ho rebia en propietat, i podia matar-lo, vendre'l com esclau a l'estranger o guardar-ho per a si (en aquest cas, al passar a ser esclau, aquesta condició es transmetia als seus descendents), però sempre per usar-lo fora dels murs de Roma. Més tard va desaparèixer el pas a l'esclavitud a favor del creditor, i aquell que no podia o no volia pagar era empresonat en les anomenades Lautumiae (presons).
L'Estat exercia la tutela dels menors d'edat i dels incapaços.
Els esclaus podien ser manumesos, això és alliberats. L'alliberament podia ser privat (en aquest cas l'amo tenia dret a retractar-se i recobrar a l'esclau), o pública (en aquest cas era perpètua i irrevocable).